# Trận chiến biển Java
Trận chiến biển Java là một trận hải chiến ác liệt trong Chiến tranh Thái Bình Dương, Chiến tranh thế giới thứ hai tại biển Java, Đông Ấn thuộc Hà Lan (nay là Indonesia) giữa khối Đồng Minh gồm Hà Lan, Đế quốc Anh, Hoa Kỳ, Úc và khối Trục gồm Đế quốc Nhật Bản vào ngày 27 tháng 2 năm 1942. Hải quân Đồng Minh đã phải gánh chịu thất bại thảm hoạ từ Hải quân Đế quốc Nhật Bản với cái chết của Tư lệnh lực lượng đặc nhiệm Đồng Minh Mĩ-Anh-Hà Lan-Úc, Chuẩn Đô đốc Hà Lan Karel Doorman và sự chiếm đóng sau đó của Nhật Bản đối với toàn bộ Đông Ấn thuộc Hà Lan.

## Bối cảnh
Cuộc tấn công Đông Ấn thuộc Hà Lan của Đế quốc Nhật Bản diễn ra với nhịp độ cao cùng lúc với các cuộc tấn công phát động từ quần đảo Palau vốn là thuộc địa của Nhật để chiếm đóng các căn cứ quân sự ở Sarawak và miền Nam Philippines Sau khi Nhật Bản chiếm được các căn cứ ở phía Đông đảo Borneo và phía Bắc đảo Sulawesi, họ tiến hành che chở lực lượng tàu vận tải và đổ bộ nhờ các tàu tuần dương và tàu khu trục và lực lượng không quân gồm các máy bay tiêm kích từ các căn cứ mới chiếm được, lực lượng này tiến về phía Nam qua Eo Makassar và vào Biển Molucca. Để chống đỡ lại lực lượng tấn công này của Nhật, một lực lượng tàu chiến hỗn hợp của Đồng Minh gồm Hà Lan, Mĩ, Anh và Australia, nhiều trong số đó đã lỗi thời do hoạt động từ thời Chiến tranh thế giới thứ nhất được tập hợp dưới sự chỉ huy ban đầu của Đô đốc Hoa Kỳ Thomas C.Hart.
Vào ngày 23 tháng 1 năm 1942, một lực lượng gồm 4 tàu khu trục Hoa Kỳ tấn công đoàn tàu vận tải xâm lấn của Nhật Bản tại eo Makassar trong khi chúng tiếp cận Balikpapan thuộc đảo Borneo. Vào ngày 13 tháng 2, Đồng Minh đã chiến đấu không thành công - trong Trận Palembang - để ngăn chặn quân Nhật đánh chiếm cảng dầu chính ở phía Đông đảo Sumatra. Đêm 19 rạng 20 tháng 2, quân Đồng Minh tấn công Lực lượng viễn chinh phía Đông ngoài khơi Bali trong Trận Eo Badung. Vào cùng ngày 19, Nhật Bản tiến hành hai cuộc Không kích Darwin, ở Lục địa Australia, một từ tàu sân bay và một từ căn cứ trên đất liền. Việc Darwin bị tàn phá làm cho nó trở nên vô dụng đối với nhiệm vụ hỗ trợ hậu cần và tiến hành hoạt động quân sự bằng hải quân cho Đông Ấn thuộc Hà Lan.

## Trận chiến
Quân đổ bộ Nhật tập hợp để tấn công Java, và vào ngày 27 tháng 2 năm 1942, lực lượng hải quân chủ lực của Đồng Minh, dưới sự chỉ huy của Doorman, di chuyển theo hướng Đông Bắc từ Surabaya để phát hiện Lực lượng xâm lấn phía Đông đang tiến vào từ Eo Makassar. Hải quân Đồng Minh tham gia trận đánh được biết bao gồm  2 tàu tuần dương hạng nặng (HMS Exeter và USS Houston), 3 tàu tuần dương hạng nhẹ (Kì hạm của Doorman HNLMS De Ruyter, HNLMS Java, HMAS Perth), và 9 tàu khu trục (HMS Electra, HMS Encounter, HMS Jupiter, HNLMS Kortenaer, HNLMS Witte de With, USS Alden, USS John D. Edwards, USS John D. Ford, và USS Paul Jones). Exeter là chiến hạm duy nhất trong trận đánh được trang bị radar, một công nghệ tiên tiến vào thời điểm đó.
Lực lượng tàu chiến Nhật bảo vệ đoàn vận tải, chỉ huy bởi Chuẩn Đô đốc Takeo Takagi bao gồm hai tàu tuần dương hạng nặng (Nachi và Haguro) và hai tàu tuần dương hạng nhẹ (Naka và Jintsū) và 14 tàu khu trục (Yūdachi, Samidare, Murasame, Harusame, Minegumo, Asagumo, Yukikaze, Tokitsukaze, Amatsukaze, Hatsukaze, Yamakaze, Kawakaze, Sazanami, và Ushio) của Đội tàu Khu trục thứ 4 chỉ huy bởi Shoji Nishimura. Tàu tuần dương hạng nặng của Nhật mạnh hơn nhiều so với Đồng Minh, với 8 khẩu pháo 203 mm mỗi chiếc và ngư lôi siêu hạng. Trong khi đó, Exter chỉ có 6 khẩu 203 mm và chỉ có 6 khẩu của Houston trong số 9 khẩu ban đầu còn hoạt động được do tháp pháo phía sau của nó bị phá huỷ sau một trận không kích.
Hai bên giao tranh trên biển Java liên tục từ giữa chiều đến nửa đêm trong đó Đồng Minh cố gắng tiếp cận và tấn công đoàn tàu chở quân của Hạm đội xâm lấn Nhật Bản, nhưng bị ngăn cản bởi hoả lực vượt trội của Nhật Bản. Do Nhật Bản không thể tiếp cận bằng hạm đội bằng đường không do thời tiết xấu, nên Đồng Minh có được ưu thế trên không cục bộ vào ban ngày. Tuy nhiên, thời tiết cũng ngăn cản việc liên lạc và làm cho sự hiệp đồng chiến đấu giữa các lực lượng Đồng Minh - trinh sát, không quân, và sở chỉ huy Hạm đội - xấu đi. Người Nhật cũng gây nhiễu tần số vô tuyến điện. Cuộc tấn công của Đồng Minh bị lực lượng hộ tống Nhật chống trả, gây ra tổn thất nặng nề cho phía Đồng Minh.